# Santo Antônio do Rio Doce
Santo Antônio do Rio Doce é um distrito do município brasileiro de Aimorés, no interior do estado de Minas Gerais. Segundo o censo demográfico de 2022, realizado pelo Instituto Brasileiro de Geografia e Estatística (IBGE), sua população era de 1 680 habitantes e havia 619 domicílios particulares permanentes ocupados. Possui área de 156,95 km² conforme a Fundação João Pinheiro (FJP). Foi criado pela lei municipal nº 1.499 de 31 de outubro de 1995.
É popularmente conhecido como Mauá ou Mauá Minas devido à sua proximidade com o bairro Mauá, em Baixo Guandu, no estado do Espírito Santo, do qual é separado pelo rio Doce.
De acordo com o IBGE, em 2010 a população era de 1 513 habitantes e havia 592 domicílios particulares.